# Sottocampionamento della crominanza
In elettronica e telecomunicazioni il sottocampionamento della crominanza è una tecnica che consiste nel codificare immagini riservando maggiore risoluzione al segnale di luminanza piuttosto che all'informazione di crominanza. È una tecnica utilizzata in molti modelli di compressione per segnali sia analogici che digitali, ed è usata anche dalla compressione JPEG e MPEG.

## Aspetti tecnici
Un segnale video, soprattutto se a componenti, ha una larghezza di banda molto ampia, comportando tutta una serie di problemi per essere registrato o trasmesso. Di conseguenza, sono spesso usate tecniche di compressione per migliorare la gestione del segnale, aumentare la durata della registrazione oppure aumentare il numero di canali di trasmissione.
Dal momento che la visione umana è molto più sensibile alle variazioni di livello luminoso piuttosto che ai cambiamenti di colore, si può sfruttare questo principio per ottimizzare la compressione, dedicando più banda alla luminanza (Y) e meno alla differenza delle componenti cromatiche (Cb e Cr).
Lo schema di sottocampionatura 4:2:2 Y'CbCr, per esempio, richiede solo due terzi della banda del (4:4:4) R'G'B'.
Questa riduzione è pressoché impercettibile all'occhio umano.

## Come funziona il sottocampionamento
Il sottocampionamento della crominanza differisce dalla teoria scientifica nel fatto che le componenti di luminanza e crominanza sono formate come somma pesata di componenti tristimolo R'G'B' dopo una correzione di gamma, invece che da componenti RGB tristimolo lineari. Come risultato, la luminanza e i dettagli di colore non sono del tutto indipendenti l'una dagli altri, ma avviene una sorta di "miscelazione" tra i due componenti. L'errore è maggiore nei colori molto saturi e si nota nel verde e nel magenta delle barre colore. Invertendo l'ordine delle operazioni tra la correzione di gamma e la somma pesata dei segnali, il sottocampionamento può essere meglio applicato.

Originale senza sottocampionatura. Ingrandimento 200%.

Immagine dopo la sottocampionatura (compressa con codec DV di Sony Vegas.)

## Sistemi di campionatura
Lo schema di sottocampionatura è normalmente indicato con una notazione a tre cifre (es. 4:2:2) o talvolta a quattro cifre (es. 4:2:2:4).  Il significato dei numeri è il seguente:
- Riferimento di campionatura orizzontale della Luminanza (in origine, come multiplo della sottoportante a 3.579 MHz in NTSC o di 4.43 MHz in PAL), quanti pixel di definizione ha la riga di riferimento.
- Fattore cromatico Cb, Cr (relativo alla prima cifra), indica la precisione in pixel del colore in relazione alle colonne.
- Fattore cromatico della seconda riga Cb, Cr (relativo alla prima cifra), può assumere un valore pari alla seconda cifra o valore 0, se il valore è pari a 0 si ha la metà delle righe di risoluzione, altrimenti si hanno tutte le righe di risoluzione.
- Fattore orizzontale Alfa (relativo alla prima cifra). Può essere omesso se non è presente un canale alfa.

Ci sono delle eccezioni e questa quotazione non è valida per tutte le combinazioni, come la 4:1:0 e 4: 2: 1.
Per calcolare la larghezza di banda necessaria rispetto a un segnale 4:4:4 (o 4:4:4:4), si sommano tutti i fattori e si divide il risultato per 12 (o per 16 se c'è un canale alfa).
Gli esempi qui sopra sono esclusivamente teorici e a scopo dimostrativo. Si osservi anche che i diagrammi non indicano nessun filtraggio della crominanza, che dovrebbe essere applicato per evitare l'aliasing.

## Tipi di sottocampionamento

### 8:4:4 Y'CbCr
Ognuno dei due componenti di crominanza, Cb e Cr, è campionato alla stessa risoluzione, e il luma al doppio di questa. Questo schema è usato in telecinema, scanner per pellicole di alta gamma e correttori di colori. Il luma ha il doppio di larghezza di banda di uno schema 4:4:4, e una tale banda richiede due connessioni per essere trasmessa, chiamate link A e link B, ognuno dei quali trasporta un segnale 4:2:2.

### 4:4:4 Y'CbCr
Ognuno dei tre componenti Y'CbCr è campionato alla stessa risoluzione. Questo schema si usa negli scanner di alta gamma e nella post produzione cinematografica. Anche in questo caso servono due connessioni: il link A trasporta un segnale 4:2:2, il link B uno 0:2:2.

### 4:4:4 R'G'B' (senza sottocampionamento)
La notazione "4:4:4" può riferirsi anche allo spazio colore R'G'B', che implicitamente non ha nessuna sottocampionamento della crominanza. Questo segnale può essere registrato da un videoregistratore HDCAM SR se trasmesso da una connessione dual link.

### 4:2:2
I due campioni di crominanza sono campionati alla metà della risoluzione della luminanza, dimezzando la risoluzione cromatica. Questo riduce la banda del segnale video di un terzo senza quasi perdite percettibili.
Molti formato video di alta gamma usano questo schema:
- AVC-Intra
- Digital Betacam
- DVCPRO50 and DVCPRO HD
- DigitalS
- CCIR 601 / Serial Digital Interface / D1
- ProRes (HQ, 422, LT, e Proxy)
- XDCAM HD 422
- Canon MXF HD422

### 4:2:1
Questo schema è definito tecnicamente, ma pochissimi codec lo usano. La risoluzione orizzontale Cb è la metà di quella Cr (e un quarto di quella Y). Questo schema sfrutta il principio che l'occhio umano è più sensibile al rosso che al blu.

### 4:1:1
Nella sottocampionatura 4:1:1, la risoluzione orizzontale cromatica è ridotta a un quarto. La larghezza di banda risulta dimezzata rispetto a uno schema non sottocampionato. In alcuni ambienti professionali, lo schema 4:1:1 del codec DV non era considerato di classe broadcast all'epoca della sua introduzione, e accettabile solo per applicazioni non professionali. Con il tempo, i formati basati su questo codec sono usati invece in ambienti professionali per l'acquisizione di immagini e l'uso nei server video, e, in maniera sporadica, il codec DV è stato usato anche nella cinematografia digitale a basso costo.
I formati che usano questo schema includono:
- DVCPRO (NTSC e PAL)
- DV e DVCAM (NTSC)

### 4:2:0
Questo schema è utilizzato in:
- Tutte le versioni di codec MPEG, incluse le implementazioni MPEG-2 come il DVD (alcuni profili di MPEG-4 possono usare schemi di qualità più elevata, come il 4:4:4)
- DV e DVCAM (PAL)
- HDV
- Implementazioni comuni JPEG/JFIF, H.261, e MJPEG
- VC-1

I componenti Cb Cr sono sottocampionati di un fattore 2 sia verticalmente che orizzontalmente, e centrati a metà delle linee di scansione verticali.
Esistono tre varianti degli schemi 4:2:0, che differiscono per il posizionamento verticale e orizzontale.  
- In MPEG-2, Cb e Cr coincidono orizzontalmente.
- In JPEG/JFIF, H.261, e MPEG-1, Cb e Cr sono posizionati a metà strada, tra i campioni di luminanza (Y) alternati.
- In DV 4:2:0, Cb e Cr sono alternati riga per riga.

Gli schemi colore PAL e SÉCAM sono particolarmente adatti a questo tipo di compressione. La maggior parte dei formati video digitali corrispondenti al PAL usano il sottocampionamento di crominanza 4:2:0, con l'eccezione del DVCPRO25, che usa lo schema 4:1:1. La larghezza di banda necessaria è dimezzata rispetto al segnale pieno per entrambi gli schemi.
Con il materiale interlacciato, il sottocampionamento 4:2:0 può creare artefatti sulle immagini in movimento, se il sottocampionamento viene applicato nello stesso modo del materiale progressivo. I campioni di luminanza, infatti, provengono da semiquadri diversi mentre quelli di crominanza provengono da entrambi i semiquadri. La differenza fra i campioni genera gli artefatti. Lo standard MPEG-2 prevede l'uso di uno schema alternativo per evitare il problema, dove lo schema 4:2:0 è applicato a ogni semiquadro ma non ad entrambi i semiquadri contemporaneamente.

Originale.  *Questa immagine mostra un singolo semiquadro. Il testo in movimento ha subito una sfuocatura.

Campionamento 4:2:0 progressivo applicato a materiale in movimento interlacciato. Si noti che la crominanza precede e segue il testo.  *Questa immagine mostra un singolo semiquadro.

Campionamento 4:2:0 interlacciato applicato a materiale in movimento interlacciato.  *Questa immagine mostra un singolo semiquadro.
Nello schema 4:2:0 interlacciato, ad ogni modo, la risoluzione verticale della crominanza è pressappoco dimezzata dal momento che i campioni comprendono un'area di 4x2 campioni invece di 2x2. Allo stesso modo, il dislocamento temporale tra i due semiquadri può portare ad artefatti sui colori.

Immagine fissa originale.

Campionamento 4:2:0 progressivo applicato a un'immagine fissa. Sono mostrati entrambi i campi.

Campionamento 4:2:0 interlacciato applicato a un'immagine fissa. Sono mostrati entrambi i campi.
Se il materiale interlacciato deve essere rimosso dall'interlacciamento, gli artefatti sulla crominanza (derivati dal campionamento 4:2:0 interlacciato) possono essere rimossi sfumando la crominanza verticalmente.

### 4:1:0
Questo schema è possibile (alcuni codec lo supportano), ma non molto usato. Prevede metà della risoluzione verticale e un quarto di quella orizzontale, con solo un ottavo della larghezza di banda originale. Il video non compresso, in questo formato, con quantizzazione a 8 bit, usa 10 byte per ogni macropixel (4 pixel x 2). La banda della crominanza è equivalente a quella di un segnale PAL I decodificato con linea di ritardo, e ancora molto superiore a un segnale NTSC.
- Alcuni codec video posso funzionare con schemi 4:1:0.5 o 4:1:0.25, come opzione, con una qualità superiore a un nastro VHS e una larghezza di banda simile.

### 3:1:1
Usato dalla SONY per i registratori HDCAM (ma non sugli HDCAM SR), questo schema prevede il campionamento orizzontale della luminanza a tre quarti della frequenza di un segnale ad alta definizione, cioè 1440 campioni per riga invece di 1920. La crominanza è campionata a 480 campioni per riga, un terzo del campionamento della luminanza.
In senso verticale, entrambi i segnali sono campionati sull'intera banda del segnale (1080 righe).

## Terminologia
Il termine Y'UV si riferisce a uno schema analogico di codifica mentre Y'CbCr si riferisce a uno schema digitale. Una differenza tra i due schemi è che i fattori di scala dei componenti di crominanza (U, V, Cb, e Cr) sono differenti. Comunque, il termine YUV è spesso erroneamente usato per riferirsi alla codifica Y'CbCr.  Come conseguenza, notazioni come "4:2:2 YUV" si riferiscono sempre allo schema 4:2:2 Y'CbCr dal momento che non esiste un sottocampionamento 4:x:x nella codifica analogica (come è lo YUV).
In maniera simile, il termine luminanza e il simbolo Y sono spesso usati per riferirsi al luma, indicato con il simbolo Y'.  Si noti che il luma (Y') della tecnologia video differisce dalla luminanza luminance (Y) usata come termine scientifico (definito dalla CIE).  Il Luma è dato dalla somma pesata dei componenti tristimolo RGB dopo la correzione di gamma, mentre la luminanza è data dalla somma pesata dei componenti tristimolo RGB lineari.
In pratica, il simbolo Y della CIE spesso indica erroneamente il luma. Nel 1993, la SMPTE ha stabilito le Engineering Guideline EG 28, chiarendo i due termini.  Il simbolo primo ′ si usa per indicare la correzione di gamma.
I termini croma/crominanza differiscono in maniera simile dalla crominanza intesa in ambito scientifico. la crominanza della tecnologia video è formata dai componenti tristimolo corretti e non lineari. In questo ambito, i termini croma, crominanza, e saturazione sono di spesso riferiti allo stesso concetto.